# Ianis Hagi
Ianis Hagi, född 22 oktober 1998, är en rumänsk fotbollsspelare som spelar för Rangers. Han spelar som mittfältare eller forward. Han är son till den förre storspelaren Gheorghe Hagi.

## Karriär
Den 12 juli 2019 värvades Hagi av belgiska Genk, där han skrev på ett femårskontrakt. Den 31 januari 2020 lånades Hagi ut till skotska Rangers på ett låneavtal över resten av säsongen 2019/2020. I maj 2020 meddelade Rangers sedermera att de värvat Hagi på ett långtidskontrakt. Den 27 augusti 2023 lånades han ut till La Liga-klubben Alavés på ett säsongslån.